# Hemisorghum
Hemisorghum C.E.Hubb. ex Bor é um género botânico pertencente à família Poaceae.